# Сингапай
Сингапай — посёлок в Нефтеюганском районе Ханты-Мансийского автономного округа.
Расстояние до административного центра г. Нефтеюганска — 10 км.
Основан в 1980 году.

## Население
| 2008 | 2010  | 2012  | 2013  | 2014  | 2021  |
| ---- | ----- | ----- | ----- | ----- | ----- |
| 2837 | ↗3133 | ↘2588 | ↘2363 | ↘2139 | ↗4633 |